# Waldemar Krämer
Waldemar Krämer (* 14. Juni 1932 in Kaunas; † 26. Dezember 2017 in Rostock) war ein deutscher Maler und Grafiker.

## Leben und Werk
Krämer war der Sohn eines Tischlers. Er hatte zwei Brüder. 1942 floh die Familie vor den Ereignissen des Zweiten Weltkrieges über Ostpreußen, Sachsen und Böhmen nach Thüringen. Dort absolvierte Krämer von 1947 bis 1950 in Arnstadt eine Lehre als Maler. In Otto Knöpfer fand er seinen ersten künstlerischen Lehrer. Von 1950 bis 1953 studierte er an der Fachschule für angewandte Kunst in Erfurt und von 1953 bis 1958 bei Hans Grundig und Herbert Schmidt-Walter an der Hochschule für Bildende Künste Dresden. Für das Diplom schuf er das Tafelbild Ferienplatz am See.
Dem Aufruf „Künstler in den Norden“ folgend, ging er zusammen mit seinem Freund Johannes Müller danach nach Rostock. Er arbeitete dort als freischaffender Künstler und war u. a. künstlerischer Leiter des Studios für Malerei und Grafik am Kulturhaus der Neptun Werft. Von 1963 bis 1993 war er Leiter der Fachklasse Malerei und Grafik am Rostocker Konservatorium. Außerdem gab er Kurse für Kinder und Erwachsene. Zu seinen Schülerinnen und Schülern gehörten u. a. die späteren bildenden Künstler Barbara Burck (* 1960), Olaf Hoppe (* 1959), Britta Naumann (* 1958), Grit Sauerborn (* 1964), Anne Sewcz, Hanns Schimansky, Tanja Zimmermann (* 1960) und Gerhard Weber.
Krämer war bis 1990 Mitglied im Verband Bildender Künstler der DDR und dort ab 1975 Mitglied der Zentralen Arbeitsgruppe Bildnerisches Volksschaffen.
Nach der Deutschen Wiedervereinigung zog Krämer 1991 mit seiner Frau († 2015) aus familiären Gründen nach Hohenkirchen und 2003 zurück nach Rostock.
In den letzten Jahren seines Lebens malte Krämer vor allem abstrakt, zumeist mit Acryl-Farben.

## Ehrungen (Auswahl)
- Kunstpreis der Stadt Rostock
- Dr.-Theodor-Neubauer-Medaille
- Medaille für hervorragende Leistungen im bildnerischen Volksschaffen
- 1986: Kurt-Barthel-Medaille

## Werke in öffentlichen Sammlungen (Auswahl)
Tafelbilder
- Rostock vom Warnowufer aus gemalt (Öl, 91 × 110 cm, 1986; Kunstarchiv Beeskow)
- Wolfgang Brauer (Öl, 1988; Porträtsammlung der Universität Rostock)[2]

Aquarelle
- Lautenspielerin (Aquarell, 29,5 × 41,7 cm, 1986; Schlossmuseum Arnstadt)
- Rügenlandschaft (Aquarell, 41 × 57 cm; Kulturhistorisches Museum Stralsund)

## Ausstellungen (unvollständig)
Einzelausstellungen
- 1982: Rostock, Kunsthalle (Malerei, Zeichnung, Grafik)
- 1982; Rostock, Galerie am Boulevard (Zeichnungen, Kleingrafik, Bilder)
- 1997: Jever, Schlossmuseum (Malerei, Grafik)
- 2006: Rostock, Galerie am Alten Markt

Postum
- 2018: Rostock, Kunstverein zu Rostock („Der Rostocker Maler Waldemar Krämer und Schüler“)[3]

Ausstellungsbeteiligungen
- 1957: Berlin, Ausstellungspavillon Werderstraße („Junge Künstler der DDR“)
- 1965: Schwerin, Staatliches Museum („Junge Kunst in Mecklenburg“)
- 1969: Rostock, Kunsthalle Rostock („Sozialistische Kunst im Bezirk Rostock“)
- 1969 bis 1984: Rostock, fünf Bezirkskunstausstellungen
- 1974: Rostock: Kunsthalle Rostock („Wir gratulieren unserer Republik. Bildende Kunst des Bezirkes Rostock zum 25. Jahrestag der DDR.“)